# André Masson
André Masson (Balagny-sur-Thérain (departement Oise), 4 januari 1896 - Parijs, 28 oktober 1987) was een Frans schilder. Hij was een van de vroegste Franse surrealisten en een belangrijke Parijse vriend en mentor van de Spaanse abstracte surrealist Joan Miró. Hij was met name een kunstenaar van de lijnvoering.

## Levensloop

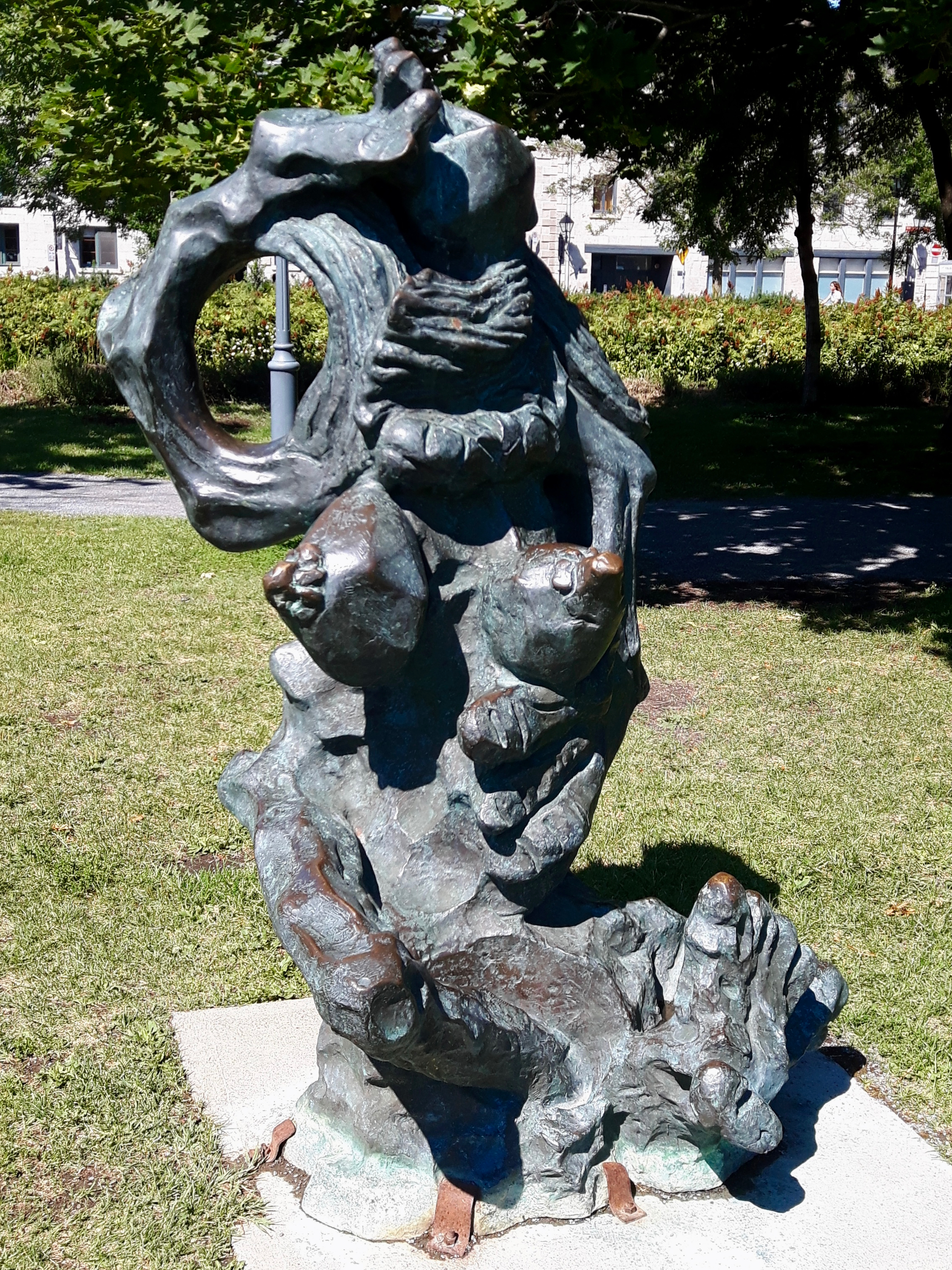
Femme tourmentée, 1942

Als intellectueel en filosofisch ingesteld beeldend kunstenaar organiseerde hij in Parijs vanaf 1925 veel bijeenkomsten met schrijvers, musici, beeldend kunstenaars en dichters om hun onderlinge uitwisseling te stimuleren. Aanvankelijk vond hij inspiratie in het kubisme maar werd vanaf 1924 sterk aangetrokken door het het surrealisme. Hij heeft zich intensief, maar ook heel kritisch, beziggehouden met het 'automatische schrift', het paradepaardje van de surrealisten, dat naar zijn mening zijn eigen kunst wel degelijk heeft vrijgemaakt. Hij is bekend geworden door zijn vele erotische tekeningen, gemaakt via het automatische schrift.
Voor de nazi's moest hij vluchten naar Amerika, waar hij werd geïnspireerd door de fantasiewereld van de Indiaanse cultuur aldaar.

## Invloed
Masson kreeg in Amerika een duidelijke invloed op de naoorlogse abstract-expressionisten, met name door zijn kwastvoering en zijn expressieve werkwijze. Zijn kunst heeft weerslag gehad op dichters en denkers zoals de dichter Antonin Artaud en de Franse filosoof Georges Bataille.
- Auckland Art Gallery Toi o Tāmaki: 1657
- Art Gallery of South Australia: 3418
- Bibsys: 90783783
- Biblioteca Nacional de España: XX1017158
- Bibliothèque nationale de France: cb11930229r (data)
- Gemeinsame Normdatei: 11857874X
- International Standard Name Identifier: 0000 0001 2128 0679
- KulturNav: d835ec34-4796-4508-b0ee-3270d90f8315
- Library of Congress Control Number: n79144794
- Nationale Bibliotheek van Letland: 000003104
- Musée national d'archéologie, d'histoire et d'art: lkl000987
- National Archives and Records Administration: 10581931
- Bibliotheek van het Japanse parlement: 00449087
- National Gallery of Victoria: 1107
- Nationale Bibliotheek van Tsjechië: js20060120050
- Nationale bibliotheek van Australië: 35333617
- Nationale Bibliotheek van Israël: 987007265151305171
- Nationale Bibliotheek van Polen: a0000001224744
- Nationale en Universitaire bibliotheek Zagreb: 000126435
- Nederlandse Thesaurus van Auteursnamen: 068747829
- Réseau des bibliothèques de Suisse occidentale: 02-A012311321
- RKD-Nederlands Instituut voor Kunstgeschiedenis: 53151
- Istituto Centrale per il Catalogo Unico: CFIV089143
- LIBRIS: 328287
- SNAC: w6cz3d4s
- Système universitaire de documentation: 027210669
- Museum of New Zealand Te Papa Tongarewa: 1488
- Trove: 915373
- Union List of Artist Names: 500030295
- Virtual International Authority File: 36926103
- WorldCat: E39PBJppwqxKBG7bPr6JMYm8G3